# Loir-et-Cher
Il Loir-et-Cher (pronuncia: /lwaʁ e ʃɛʁ/) è un dipartimento francese della regione Centro-Valle della Loira (Centre-Val de Loire). Confina con i dipartimenti dell'Eure-et-Loir a nord, del Loiret ad est, dello Cher a sud-est, dell'Indre a sud, dell'Indre e Loira a sud-ovest e della Sarthe a nord-ovest. Il codice del dipartimento è 41.

## Storia
Il territorio occupato dall'attuale dipartimento fu abitato sin dalla preistoria, è nel Medioevo che appaiono i primi tentativi di organizzazione locale: furono eretti molti castelli e fortezze per consentire alla gente di resistere alle invasioni dei Normanni, Burgundi, Inglesi ecc.
L'economia allora fiorì: si sviluppò il commercio nelle valli e l'agricoltura si espanse nella Beauce e Perche fino alla Sologne, che godette di relativa prosperità fino al XVII secolo.
Tuttavia, politicamente, la regione rimase lacerata dalle lotte tra le contee e i ducati vicini. Nel 1397 la contea di Blois entrò nei possedimenti della Casa d'Orleans. Nel 1498 Luigi d'Orléans, ventitreesimo conte ereditario di Blois, ascese al trono di Francia con il nome di Luigi XII e rappresentò l'inizio dell'importanza di Blois e di Blaisois nella vita politica francese, soprattutto tra gli ultimi Valois.
Il re e gli importanti finanzieri poi concorsero nella costruzione di castelli e palazzi signorili che, per il loro numero, importanza e interesse, sono tra i monumenti più importanti del patrimonio nazionale.
Le guerre di religione, sotto Carlo IX, si combatterono con una grande ferocia.
Nel 1576 e 1588 gli Stati Generali si riunirono a Blois.
Infine, la creazione del dipartimento del Loir-et-Cher fu travagliata e difficile. Nella relazione del 29 settembre 1789 il Comitato Costituzionale aveva previsto di assegnare alla città di Blois uno degli 80 dipartimenti. Ma anche le città vicine di Tours e Orléans fecero emergere le loro richieste. Anche all'interno della regione c'erano delle divisioni: Montrichard preferiva unirsi ad Amboise e Tours, Saint-Aignan a Berry e Salbris a Vierzon. Infine, Orléans lasciò a Blois gran parte della Sologne, pur mantenendo Beaugency, e Tours si rifiutò di cedere Amboise. Il dipartimento fu istituito il 4 marzo 1790, ai sensi della legge del 22 dicembre 1789, composto da parte delle ex province di Orléans e Turenna e da una parte di quella del Berry. Queste vicende spiegano la strozzatura del dipartimento al centro ed il massimo allargamento della superficie al di là del Loir e dello Cher a nord e a sud.
Dopo la vittoria degli alleati nella battaglia di Waterloo, il 18 giugno 1815, la zona fu occupata dalle truppe prussiane dal giugno 1815 al novembre 1818.
Il poeta Pierre de Ronsard, l'inventore Denis Papin e lo storico Augustin Thierry nacquero in questa zona. Anche altri personaggi famosi sono legati alla regione, come Francesco I, Gastone d'Orléans, il maresciallo Maunoury e l'abate Henri Grégoire, vescovo di Blois, eletto all'Assemblea Costituente. Artisticamente è incluso tra queste persone anche il compositore Antoine Boësset (1587-1643), musicista alla corte di Luigi XIII di Francia e sovrintendente della musica della Camera del Re dal 1623 alla morte.

## Stemma

### Blasone
"Dipartito con una linea ondulata, il primo azzurro con due gigli d'oro sormontato da un lambello d'argento a tre gocce, il secondo d'oro con un giglio azzurro."

## Geografia fisica
Il dipartimento del Loir-et-Cher fa parte della regione del Centro. Confina con i dipartimenti di Eure-et-Loir, Loiret, Cher, Indre, Indre e Loira e Sarthe.
Il dipartimento del Loir-et-Cher ha una superficie di 6 343 km² che lo colloca alla trentunesima posizione nella classifica nazionale per grandezza. Gode di una posizione privilegiata nel cuore della regione centrale e vicino al bacino di Parigi. La valle della Loira collega Blois, capoluogo del dipartimento, alle due grandi città vicine, Orléans e Tours.
Situato ai confini del Perche, del Beauce, della Sologne e della Turenna, gode di un'identità territoriale a dispetto della diversità della geografia e del paesaggio. Tagliato a metà dalla Loira, dà un'immagine di equilibrio e diversità. È attraversato da due grandi fiumi da cui prende il nome: a nord-ovest il Loir e a sud lo Cher, intorno ai quali si raccoglie gran parte della popolazione che non abita a Blois. È inoltre caratterizzato da numerosi stagni localizzati principalmente a sud, nella Sologne.
I numerosi paesaggi del Loir-et-Cher, e soprattutto gli oltre 4.000 chilometri di corsi d'acqua, gli forniscono anche un importante patrimonio biologico.

### Rilievi
Questo dipartimento è piuttosto pianeggiante e la sua massima altezza è di 256 m a Fontaine-Raoul; i principali rilievi si concentrano lungo della Loira e la Braye vicino a Vendôme, mentre il resto del dipartimento è molto piatto e non supera i 100 metri di altitudine.

### Clima
Il clima di questo dipartimento è oceanico e va degradandosi con le pianure del Centro, ad eccezione di alcune zone della valle della Loira. Ci sono due stazioni meteo: una a Blois e l'altra a Romorantin-Lanthenay.
| Stazione meteorologica di Blois (1990-2000) | Mesi | Mesi | Mesi | Mesi | Mesi | Mesi | Mesi | Mesi | Mesi | Mesi | Mesi | Mesi | Stagioni | Stagioni | Stagioni | Stagioni | Anno  |
| Stazione meteorologica di Blois (1990-2000) | Gen  | Feb  | Mar  | Apr  | Mag  | Giu  | Lug  | Ago  | Set  | Ott  | Nov  | Dic  | Inv      | Pri      | Est      | Aut      | Anno  |
| ------------------------------------------- | ---- | ---- | ---- | ---- | ---- | ---- | ---- | ---- | ---- | ---- | ---- | ---- | -------- | -------- | -------- | -------- | ----- |
| T. max. media (°C)                          | 7,3  | 8,7  | 13,0 | 14,8 | 19,8 | 22,3 | 25,6 | 26,5 | 21,3 | 16,1 | 10,6 | 7,7  | 7,9      | 15,9     | 24,8     | 16,0     | 16,1  |
| T. media (°C)                               | 4,5  | 5,0  | 8,2  | 9,7  | 14,2 | 16,6 | 19,3 | 20,1 | 15,9 | 11,9 | 7,2  | 4,9  | 4,8      | 10,7     | 18,7     | 11,7     | 11,5  |
| T. min. media (°C)                          | 1,6  | 1,2  | 3,3  | 4,6  | 8,6  | 10,8 | 13,1 | 13,6 | 10,4 | 7,6  | 3,8  | 2,1  | 1,6      | 5,5      | 12,5     | 7,3      | 6,7   |
| Precipitazioni (mm)                         | 56,6 | 53,2 | 33,4 | 61,9 | 52,9 | 48,0 | 44,8 | 38,2 | 69,3 | 57,0 | 71,7 | 70,8 | 180,6    | 148,2    | 131,0    | 198,0    | 657,8 |

## Economia
Nel 2005, il PIL era di 7,3 miliardi di euro, 22 575 euro pro capite e 56 615 per lavoratore, valore inferiore alla media nazionale.
I tre principali centri economici del Loir-et-Cher sono le città di Blois, Vendome e Romorantin-Lanthenay.
In 20 anni sono stati creati 11 000 posti di lavoro nel settore privato e il tasso di disoccupazione è dell'8,1%.

### Agricoltura
L'agricoltura occupa il 6,2% dei lavoratori del dipartimento.
Il Loir-et-Cher comprende tradizionalmente dieci piccole aree agricole divise in quattro sottogruppi:
- Perche (a nord della Loira)
- Beauce (a nord della Loira)
- Grande Sologne (sud della Loira)
- Sologne vinicola (a sud della Loira)

Negli ultimi anni si è verificato un calo costante del numero di lavoratori agricoli, il che ha portato parte del territorio alla desertificazione.
Le principali caratteristiche del settore primario nel Loir-et-Cher sono:
- una predominanza dei cereali a nord della Loira
- una produzione importante e antica di vino di qualità
- produzioni specializzate, che danno una precisa immagine del dipartimento, come asparagi, funghi e fragole
- allevamento di bovini e suini
- produzione di formaggio di capra
- silvicoltura, con 200 000 ettari di foreste

### Industria
Il settore secondario, che occupa il 22% della popolazione attiva, è basato su:
- aeronautica
- industria alimentare
- settore farmaceutico
- logistica

### Settore terziario
Esistono vari campi in cui questo settore, che occupa il 65% dei lavoratori, si sviluppa nel dipartimento:
- nuove tecnologie dell'informazione e della distribuzione
- turismo: sono registrati più di 350 monumenti. Le città di Blois e Vendome sono state nominate dal ministero della Cultura "città d'arte e di storia". Negli ultimi dieci anni l'occupazione nel turismo è moltiplicata, arrivando a dare lavoro al 6% della popolazione attiva del dipartimento

### Infrastrutture
Il Loir-et-Cher gode di infrastrutture stradali in piena espansione e di quattro autostrade:
- l'A 10 (Parigi/Bordeaux/Spagna)
- l'A 71 (Parigi/Clermont-Ferrand/Svizzera/Italia)
- l'A 85 (Nantes/Lione)
- l'A 11 (Parigi/Rennes/Nantes)

Un TGV collega la stazione di Paris Montparnasse a Vendome in 42 minuti; Blois è a un'ora e 23 dalla Gare d'Austerlitz. Esiste un aeroporto, quello di Breuil, situato tra Blois e Vendome.

## Società

### Evoluzione demografica
La popolazione è di 326 291 abitanti ed è aumentata del 3,6% rispetto al 1990. Il dipartimento così si posiziona al quarto posto per popolazione nella regione del Centro e al settantesimo nel Paese.
La popolazione locale è mediamente più anziana rispetto al valore nazionale, essendoci, nel dipartimento, una percentuale di ultrasessantenni del 25,2% della popolazione, mentre in Francia è del 20,3%.
Il numero di anziani sta crescendo più rapidamente rispetto alle altre fasce d'età. La fertilità del Loir-et-Cher, con 48,5 nascite per 1000 donne di età compresa tra 15 e i 49 anni, è leggermente superiore al tasso regionale, ma inferiore di 1 punto alla media nazionale.

### Densità
La densità di popolazione nel dipartimento è di 52 abitanti per chilometro quadrato ed è molto inferiore alla media nazionale, che è di 107 abitanti per chilometro quadrato. La popolazione urbana si concentra in tre città di medie dimensioni (Blois con 52 500 abitanti, Vendôme con 17 705 abitanti e Romorantin-Lanthenay con 18 350 abitanti) e in una rete di altri centri secondari.

### Evoluzione demografica
Nel 1831, con 235 750 abitanti, il dipartimento rappresentava lo 0,72% della popolazione francese, allora ammontante a 32 569 000 abitanti. Dal 1831 al 1866 la popolazione crebbe di 40 007 abitanti, con un incremento medio dello 0,48% l'anno, pari al tasso di crescita nazionale nello stesso periodo.
Tra le guerre del 1870 e il 1914, però, la crescita diminuì rispetto a quella del Paese. In questo periodo la popolazione crebbe solo di 2 430 abitanti, con un incremento dello 0,90%, molto più basso di quello nazionale del 10%. Tra le due guerre mondiali la popolazione si abbassò del 4,22%, mentre il valore nazionale subì un calo del 6,9%.
Come gli altri dipartimenti francesi, il Loir-et-Cher visse un boom demografico dopo la seconda guerra mondiale. Il tasso di crescita tra il 1946 e il 2007 è stato del 34,60%, quello della Francia del 57%.

## Turismo
Già conosciuto per il suo patrimonio artistico e culturale, il Loir-et-Cher ha visto crescere il turismo con l'inclusione nell'UNESCO della Valle della Loira. Ventisei comuni del dipartimento sono inclusi nella lista.

### Patrimonio storico

#### Città
- Blois: Prefettura e città reale. Il castello Reale di Blois accolse re e regine di Francia.
- Vendôme: Sottoprefettura e città d'arte e di storia.
- Romorantin-Lanthenay: Sottoprefettura e capoluogo della Sologne.
- Saint-Aignan: città medievale nel sud del dipartimento che ospita lo Zoo Parc di Beauval.

#### Monumenti e luoghi d'interesse
Il patrimonio artistico del Loir-et-Cher è strettamente legato ai re e alle regine di Francia (Luigi XII, Francesco I, Enrico II, Carlo IX, Enrico III, Anna di Bretagna, Claudia di Francia, Caterina de Medici) e agli artisti al loro servizio (Pierre de Ronsard, Alfred de Musset, Leonardo da Vinci).
I più famosi castelli della Valle della Loira sono il Castello di Chambord, quello di Blois, quello di Cheverny e quello di Chaumont.
Oltre ai castelli accennati prima, esistono vari altri palazzi interessanti come il castello di Talcy, quello di Moulin, quello di Fougères-sur-Bièvre, quello di Gué-Péan, di Beauregard e di Villesavin, ognuno con le proprie particolarità architettoniche, artistiche e storiche.

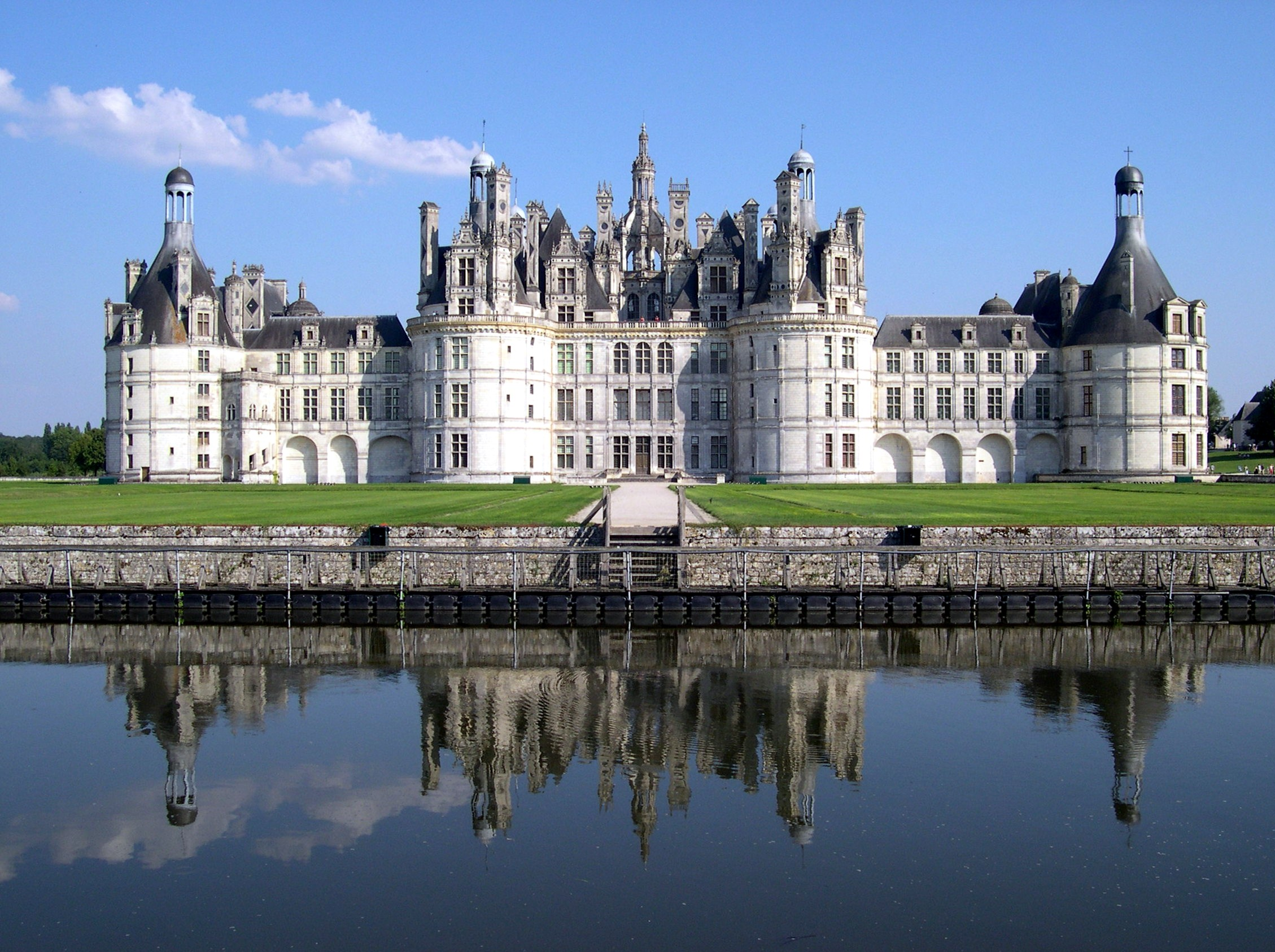
Castello di Chambord
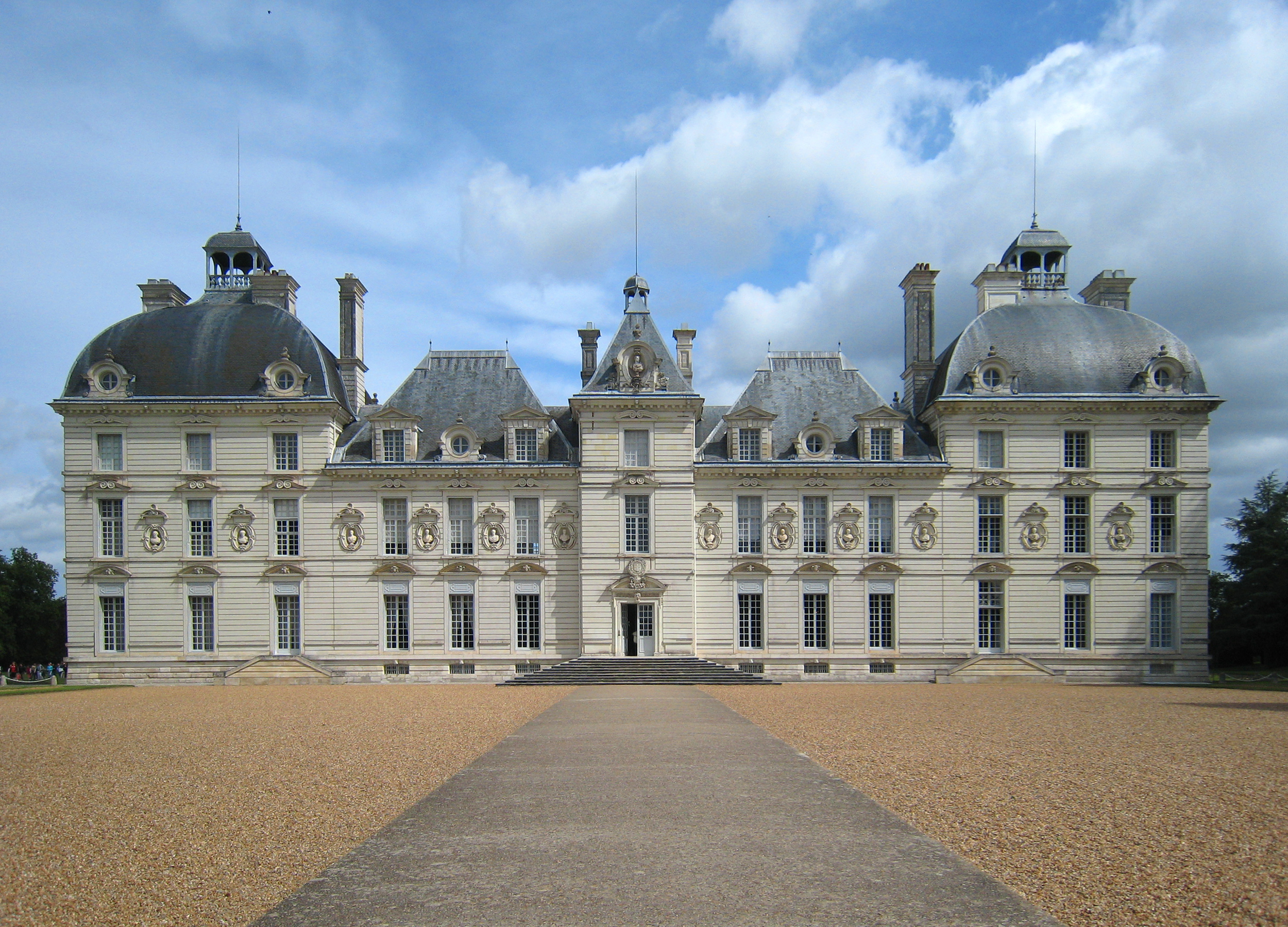
Castello di Cheverny
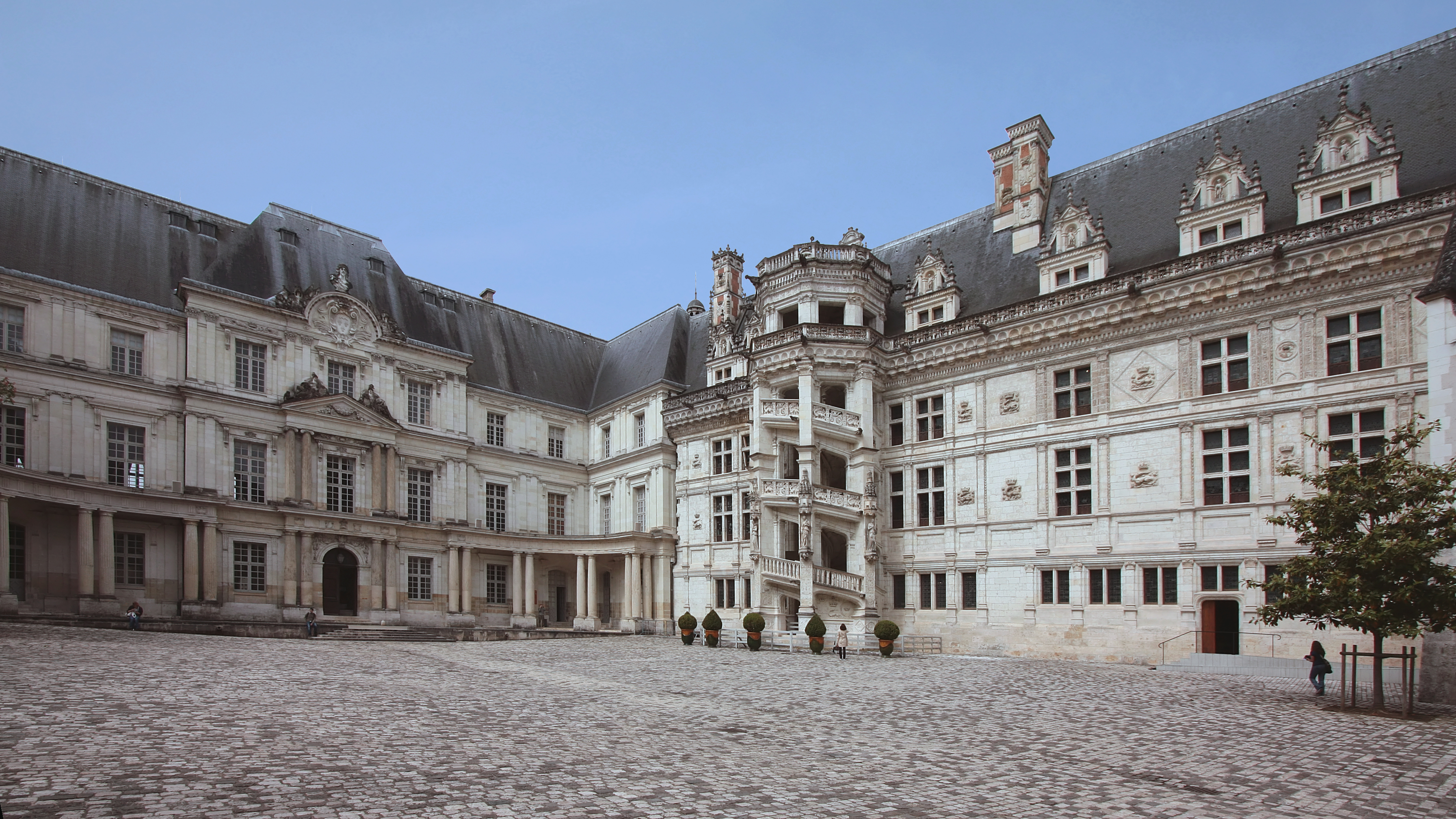
Castello di Blois
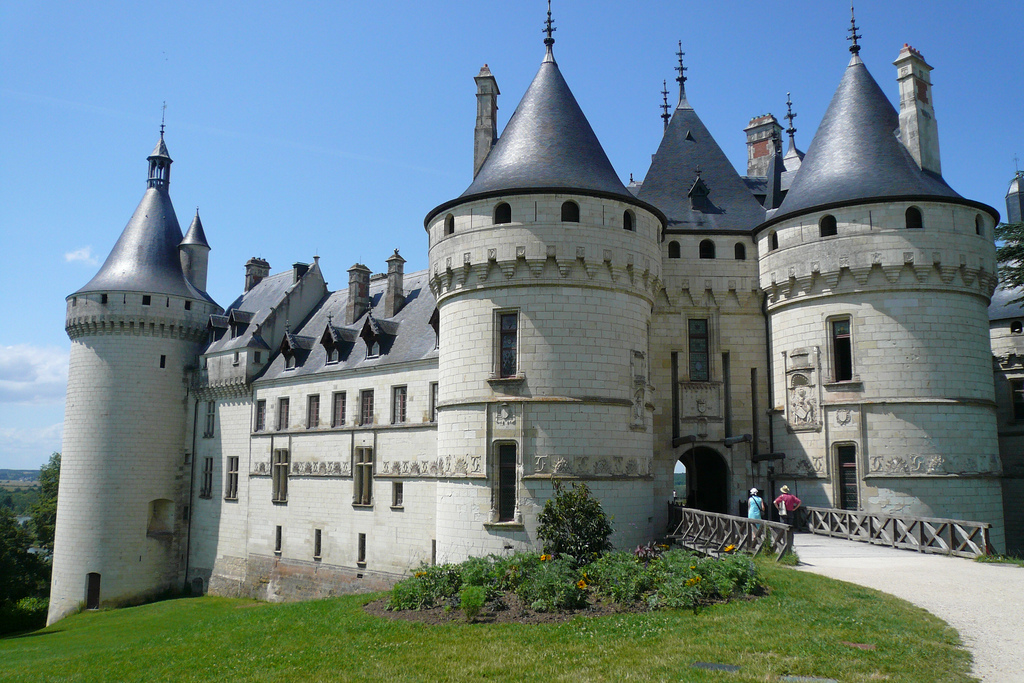
Castello di Chaumont
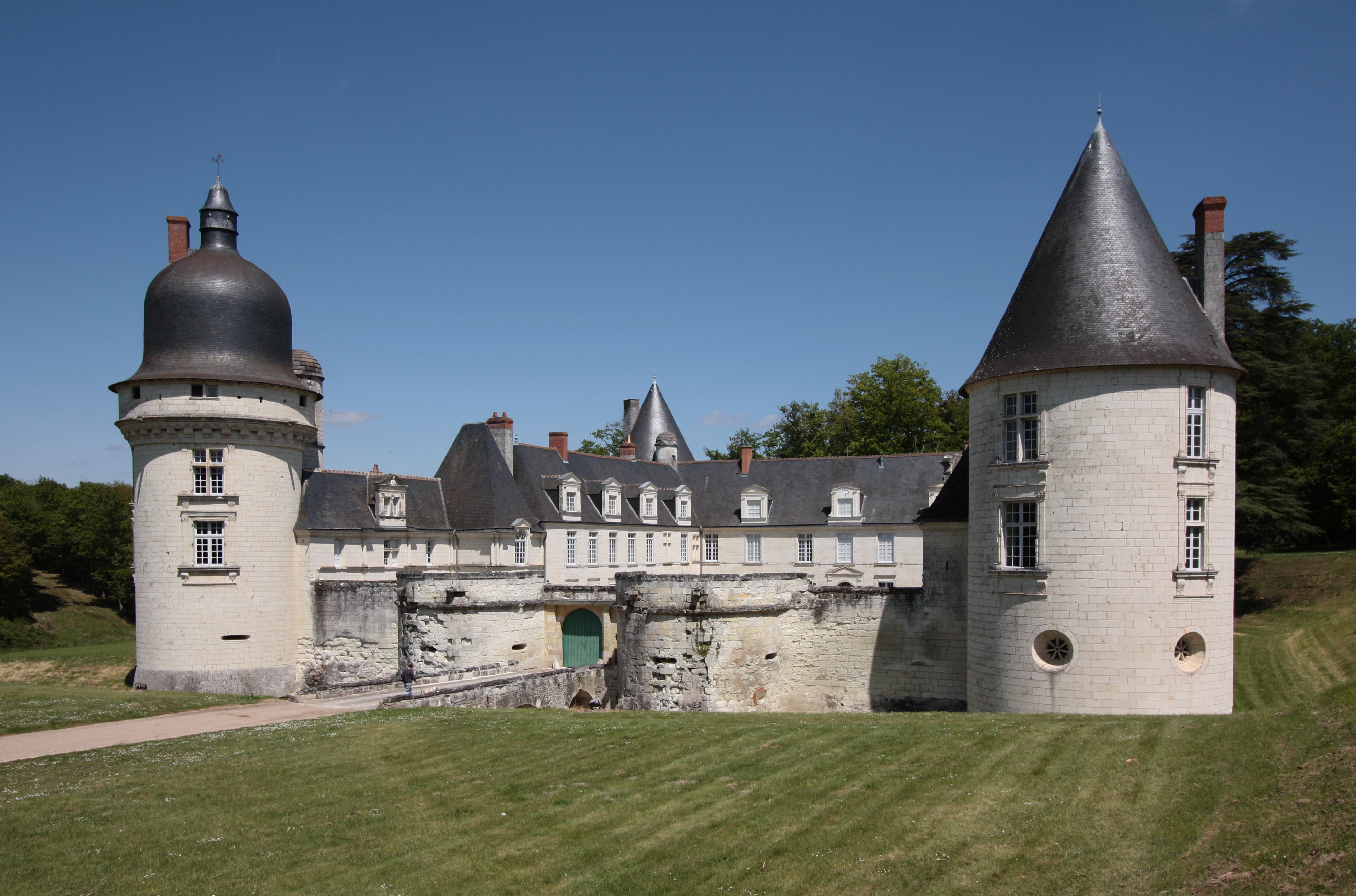
Castello di Gué-Péan

#### Passeggiate nel Loir-et-Cher
Molte città e paesi possono essere visitati a piedi, in bicicletta, a cavallo o addirittura in carrozza. Tra queste ci sono Blois, Romorantin e Vendôme.
Ma sono rilevanti anche località meno conosciute, come Bourré, con l'antica attività della bachicoltura, la cava di calcare e la città sotterranea; Lavardin, classificata tra i "Borghi più belli di Francia"; Montoire-sur-le-Loir, dove si trova la Cappella di Saint Gilles, una delle molte chiese affrescate della Valle della Loira; Saint-Aignan, città costruita su una collina sulle rive dello Cher, che ospita un'abbazia con la cripta dell'XI-XII secolo, classificata come monumento storico.
Sono importanti anche il villaggio di Trôo, dove si trovano costruzioni preistoriche; Saint-Dyé-sur-Loire, il porto di Chambord sulla Loira; Saint-Viâtre con la Maison des Étangs.

### Patrimonio naturale
Il Loir-et-Cher è ricco di territori diversi. La Perche ha una natura incontaminata, con paesaggi molto artistici e centri dove si può scoprire l'importanza delle piante. La Valle della Loira possiede un mondo sotterraneo fatto di abitazioni rupestri scavate nel tufo. La Petite Beauce è caratterizzata da terreni agricoli e sapori sconosciuti. La Valle dello Cher è conosciuta per i suoi vigneti, i prodotti di qualità ed i numerosi eventi culturali. La Sologne è spesso chiamata "misteriosa" ed è considerata la terra delle fiabe e delle streghe, con mille boschi e laghetti.
Per quanto riguarda la fauna e la flora, l'Isola di Folie, le praterie di Fouzon e lo stagno di Beaumont sono ambienti protetti dall'ente di conservazione dei siti naturali della Regione Centro e aperti al pubblico.

### Patrimonio culturale
Esistono molti musei che raffigurano la vita e la storia della Valle della Loira. Tra questi, il Museo di Sologne, il Museo di Vendôme, la Maison Botanique, la Maison du Braconnage, la Maison du Loir-et-Cher, la Maison des Étangs, la Maison du Cerf, il Museo Archeologico di Thésée, il Museo della vite e del vino di Châteauvieux, l'atelier della selce di Meusnes, la Maison de la Magie Robert-Houdin.

#### Parchi e giardini
Nel dipartimento la cura del giardino è un'antica tradizione. Molti parchi hanno ottenuto il premio di Jardin remarquable, riconoscimento istituito nel 2004 dal Ministero della Cultura francese con la partecipazione del Consiglio nazionale dei parchi e giardini. Tra i giardini della Valle della Loira ci sono il parco regionale di Chaumont-sur-Loire, la tenuta di Plessis Sasnières, il parco botanico di la Fosse, i giardini di Blois, il parco botanico di Prieuré d'Orchaise, lo Zoo Parc di Beauval a Saint-Aignan, luogo più visitato del 2012, con 1 001 889 di visitatori, addirittura più dei castelli di Chenonceau e Chambord, con 775 744 visite.

## Comuni
Per l'elenco completo, vedi Categoria:Comuni del Loir-et-Cher.
Lista dei principali comuni del dipartimento:
- Blois
- Bracieux
- Cellettes
- Chambord
- Chaumont-sur-Loire
- Chaumont-sur-Tharonne
- Contres
- Cour-Cheverny
- Courmemin
- Huisseau-sur-Cosson
- Herbault
- La Ferté-Beauharnais
- Lamotte-Beuvron
- Lunay
- Marchenoir
- Mennetou-sur-Cher
- Mer
- Mondoubleau
- Montoire-sur-le-Loir
- Montrichard
- Mont-près-Chambord
- Morée
- Muides-sur-Loire
- Neung-sur-Beuvron
- Nouan-le-Fuzelier
- Noyers-sur-Cher
- Onzain
- Oucques
- Ouzouer-le-Marché
- Pontlevoy
- Romorantin-Lanthenay
- Saint-Aignan
- Saint-Amand-Longpré
- Salbris
- Sambin
- Selles-sur-Cher
- Selommes
- Souesmes
- Saint-Léonard-en-Beauce
- Saint-Laurent-Nouan
- Trôo
- Vendôme
- Villiers-sur-Loir
- Vineuil
- Vouzon